# Natação nos Jogos Pan-Americanos de 2011
A natação nos Jogos Pan-Americanos de 2011 foi realizada entre 15 a 22 de outubro. Foram disputadas 34 provas, sendo 17 masculinas e 17 femininas. As provas em piscina ocorreram no Centro Aquático Scotiabank, em Guadalajara, e a maratona aquática aconteceu no Terminal Marítimo API, em Puerto Vallarta.

## Calendário
| Outubro | 13 | 14 | 15 | 16 | 17 | 18 | 19 | 20 | 21 | 22 | 23 | 24 | 25 | 26 | 27 | 28 | 29 | 30 |
| ------- | -- | -- | -- | -- | -- | -- | -- | -- | -- | -- | -- | -- | -- | -- | -- | -- | -- | -- |
| Natação |    |    | 5  | 5  | 4  | 5  | 5  | 4  | 4  | 2  |    |    |    |    |    |    |    |    |

|  | Dia de competição |  | Dia de final |

## Países participantes
As provas da modalidade contaram com 274 atletas de 36 países:
| - ANT Antígua e Barbuda (2) - AHO Antilhas Neerlandesas (2) - ARG Argentina (18) - ARU Aruba (3) - BAH Bahamas (5) - BAR Barbados (4) - BER Bermudas (3) - BOL Bolívia (2) - BRA Brasil (38) - CAN Canadá (19) - CHI Chile (5) - COL Colômbia (6) | - CRC Costa Rica (2) - CUB Cuba (6) - ESA El Salvador (2) - ECU Equador (2) - USA Estados Unidos (43) - GRN Granada (1) - GUA Guatemala (2) - GUY Guiana (2) - HON Honduras (5) - CAY Ilhas Cayman (4) - ISV Ilhas Virgens Americanas (1) - JAM Jamaica (3) | - MEX México (28) - NCA Nicarágua (2) - PAN Panamá (2) - PAR Paraguai (6) - PER Peru (10) - PUR Porto Rico (8) - DOM República Dominicana (1) - LCA Santa Lúcia (1) - VIN São Vicente e Granadinas (1) - SUR Suriname (2) - URU Uruguai (6) - VEN Venezuela (27) |

## Medalhistas

### Masculino
| Evento                        | Ouro | Ouro      | Prata | Prata     | Bronze | Bronze    |
| ----------------------------- | --- | --------- | --- | --------- | --- | --------- |
| 50 metros livre detalhes      | César Cielo BRA Brasil | 21.58     | Bruno Fratus BRA Brasil | 22.05     | Hanser García CUB Cuba | 22.15     |
| 100 metros livre detalhes     | César Cielo BRA Brasil | 47.84     | Hanser García CUB Cuba | 48.34     | Shaune Fraser CAY Ilhas Cayman                                                                                              | 48.63     |
| 200 metros livre detalhes     | Brett Fraser CAY Ilhas Cayman | 1:47.18   | Shaune Fraser CAY Ilhas Cayman                                                                                                 | 1:48.29   | Benjamin Hockin PAR Paraguai                                                                                                | 1:48.48   |
| 400 metros livre detalhes     | Charles Houchin USA Estados Unidos | 3:50.95   | Matt Patton USA Estados Unidos                                                                                                 | 3:51.25   | Cristian Quintero VEN Venezuela                                                                                             | 3:52.51   |
| 1500 metros livre detalhes    | Arthur Frayler USA Estados Unidos | 15:19.59  | Ryan Feeley USA Estados Unidos                                                                                                 | 15:22.19  | Juan Martín Pereyra ARG Argentina                                                                                           | 15:26.20  |
| 100 metros costas detalhes    | Thiago Pereira BRA Brasil | 54.56     | Eugene Godsoe USA Estados Unidos                                                                                               | 54.61     | Guilherme Guido BRA Brasil                                                                                                  | 54.81     |
| 200 metros costas detalhes    | Thiago Pereira BRA Brasil | 1:57.19   | Omar Pinzón COL Colômbia | 1:58.31   | Ryan Murphy USA Estados Unidos                                                                                              | 1:58.50   |
| 100 metros peito detalhes     | Felipe França BRA Brasil | 1:00.34   | Felipe Lima BRA Brasil | 1:00.99   | Marcus Titus USA Estados Unidos                                                                                             | 1:01.12   |
| 200 metros peito detalhes     | Sean Mahoney USA Estados Unidos | 2:11.62   | Christopher Burckle USA Estados Unidos                                                                                         | 2:12.60   | Thiago Pereira BRA Brasil                                                                                                   | 2:13.58   |
| 100 metros borboleta detalhes | Albert Subirats VEN Venezuela | 52.37     | Eugene Godsoe USA Estados Unidos                                                                                               | 52.67     | Cristopher Brady USA Estados Unidos                                                                                         | 52.95     |
| 200 metros borboleta detalhes | Leonardo de Deus BRA Brasil | 1:57.92   | Daniel Madwed USA Estados Unidos                                                                                               | 1:58.52   | Kaio Márcio de Almeida BRA Brasil                                                                                           | 1:58.78   |
| 200 metros medley detalhes    | Thiago Pereira BRA Brasil | 1:58.07   | Conor Dwyer USA Estados Unidos                                                                                                 | 1:58.64   | Henrique Rodrigues BRA Brasil                                                                                               | 2:03.41   |
| 400 metros medley detalhes    | Thiago Pereira BRA Brasil | 4:16.68   | Conor Dwyer USA Estados Unidos                                                                                                 | 4:18.22   | Robert Margalis USA Estados Unidos                                                                                          | 4:24.88   |
| 4x100 metros livre detalhes   | Bruno Fratus Nicholas Santos César Cielo Nicolas Oliveira Gabriel Mangabeira* Henrique Rodrigues* Thiago Pereira* BRA Brasil               | 3:14.65   | William Copeland Christopher Brady Robert Savulich Douglas Robison Eugene Godsoe* Conor Dwyer* USA Estados Unidos              | 3:15.62   | Octavio Alesi Crox Acuña Cristian Quintero Albert Subirats Luis Rojas* Roberto Gómez* Daniele Tirabassi* VEN Venezuela      | 3:19.92   |
| 4x200 metros livre detalhes   | Conor Dwyer Douglas Robison Charles Houchin Matt Patton Daniel Madwed* Ryan Feeley* Rexford Tullius* Robert Margalis* USA Estados Unidos   | 7:15.07   | André Schultz Nicolas Oliveira Leonardo de Deus Thiago Pereira Giuliano Rocco* Lucas Kanieski* Diogo Yabe* BRA Brasil          | 7:21.96   | Daniele Tirabassi Cristian Quintero Crox Acuña Marcos Lavado Eddy Marin* Ricardo Monasterio* Alejandro Gómez* VEN Venezuela | 7:23.41   |
| 4x100 metros medley detalhes  | Guilherme Guido Felipe França Gabriel Mangabeira César Cielo Thiago Pereira* Felipe Lima* Kaio Márcio de Almeida* Bruno Fratus* BRA Brasil | 3:34.58   | Eugene Godsoe Marcus Titus Christopher Brady Douglas Robison David Russell* Kevin Swander* Robert Savulich* USA Estados Unidos | 3:37.17   | Federico Grabich Lucas Peralta Marcos Barale Lucas del Piccolo ARG Argentina                                                | 3:44.51   |
| Maratona 10 km detalhes       | Richard Weinberger CAN Canadá | 1:57:31.0 | Arthur Frayler USA Estados Unidos                                                                                              | 1:57:31.3 | Guillermo Bertola ARG Argentina                                                                                             | 1:57:33.9 |

* Nadadores que participaram apenas das eliminatórias dos revezamentos, mas que também recebem medalhas.

### Feminino
| Evento                        | Ouro | Ouro      | Prata | Prata      | Bronze | Bronze    |
| ----------------------------- | --- | --------- | --- | ---------- | --- | --------- |
| 50 metros livre detalhes      | Lara Jackson USA Estados Unidos | 25.09     | Graciele Herrmann BRA Brasil | 25.23      | Madison Kennedy USA Estados Unidos                                                                          | 25.24     |
| 100 metros livre detalhes     | Amanda Kendall USA Estados Unidos | 54.75     | Erika Erndl USA Estados Unidos | 55.04      | Arlene Semeco VEN Venezuela                                                                                 | 55.43     |
| 200 metros livre detalhes     | Catherine Breed USA Estados Unidos | 2:00.08   | Chelsea Nauta USA Estados Unidos | 2:00.62    | Andreina Pinto VEN Venezuela                                                                                | 2:00.79   |
| 400 metros livre detalhes     | Gillian Ryan USA Estados Unidos | 4:11.58   | Andreina Pinto VEN Venezuela | 4:11.81    | Kristel Kobrich CHI Chile                                                                                   | 4:13.31   |
| 800 metros livre detalhes     | Kristel Kobrich CHI Chile | 8:34.71   | Ashley Twichell USA Estados Unidos | 8:38.38    | Andreina Pinto VEN Venezuela                                                                                | 8:44.55   |
| 100 metros costas detalhes    | Rachel Bootsma USA Estados Unidos | 1:00.37   | Elizabeth Pelton USA Estados Unidos | 1:01.12    | Fernanda González MEX México                                                                                | 1:02.00   |
| 200 metros costas detalhes    | Elizabeth Pelton USA Estados Unidos | 2:08.99   | Boonie Brandon USA Estados Unidos | 2:12.57    | Fernanda González MEX México                                                                                | 2:13.56   |
| 100 metros peito detalhes     | Annie Chandler USA Estados Unidos | 1:07.90   | Ashley Wanland USA Estados Unidos | 1:08.55    | Ashley McGregor CAN Canadá                                                                                  | 1:08.96   |
| 200 metros peito detalhes     | Ashley McGregor CAN Canadá | 2:28.04   | Haley Spencer USA Estados Unidos | 2:29.30    | Michelle McKeehan USA Estados Unidos                                                                        | 2:30.51   |
| 100 metros borboleta detalhes | Claire Donahue USA Estados Unidos | 58.73     | Daynara de Paula BRA Brasil | 59.30      | Elaine Breeden USA Estados Unidos                                                                           | 59.81     |
| 200 metros borboleta detalhes | Kim Vandenberg USA Estados Unidos | 2:10.54   | Lyndsay De Paul USA Estados Unidos | 2:12.34    | Rita Medrano MEX México                                                                                     | 2:12.43   |
| 200 metros medley detalhes    | Julia Smit USA Estados Unidos | 2:13.73   | Alia Atkinson JAM Jamaica | 2:14.75    | Joanna Maranhão BRA Brasil                                                                                  | 2:15.08   |
| 400 metros medley detalhes    | Julia Smit USA Estados Unidos | 4:46.15   | Joanna Maranhão BRA Brasil | 4:46.33    | Allysa Vavra USA Estados Unidos                                                                             | 4:48.05   |
| 4x100 metros livre detalhes   | Madison Kennedy Elizabeth Pelton Amanda Kendall Erika Erndl USA Estados Unidos                                                              | 3:40.66   | Michelle Lenhardt Tatiana Lemos Flávia Delaroli Daynara de Paula Graciele Herrmann* BRA Brasil                                                 | 3:44.62    | Ashley McGregor Caroline Lapierre Jennifer Beckberger Paige Schultz Gabrielle Soucisse* CAN Canadá          | 3:48.37   |
| 4x200 metros livre detalhes   | Catherine Breed Elizabeth Pelton Chelsea Nauta Amanda Kendall Kim Vandenberg* Erika Erndl* USA Estados Unidos                               | 8:01.18   | Joanna Maranhão Jéssica Cavalheiro Manuella Lyrio Tatiana Barbosa Sarah Corrêa* Gabriela Rocha* Larissa Cieslak* Thamy Ventorin* BRA Brasil    | 8:09.89    | Liliana Ibáñez Patricia Castañeda Fernanda González Susana Escobar Martha Beltrán* Rita Medrano* MEX México | 8:12.19   |
| 4x100 metros medley detalhes  | Rachel Bootsma Ann Chandler Claire Donahue Amanda Kendall Elizabeth Pelton* Ashley Wanland* Elaine Bredeen* Erika Erndl* USA Estados Unidos | 4:01.00   | Gabrielle Soucisse Ashley McGregor Erin Miller Jennifer Beckberger Samantha Corea* Kierra Smith* Brenna MacLean* Caroline Lapierre* CAN Canadá | 4:07.04    | Fabíola Molina Tatiane Sakemi Daynara de Paula Tatiana Lemos BRA Brasil                                     | 4:07.12   |
| Maratona 10 km detalhes       | Cecilia Biagioli ARG Argentina | 2:04:11.5 | Poliana Okimoto BRA Brasil | 2:04:11.53 | Christine Jennings USA Estados Unidos                                                                       | 2:05:52.5 |

* Nadadores que participaram apenas das eliminatórias dos revezamentos, mas que também recebem medalhas.

## Quadro de medalhas
| Ordem | País               | Medalha de ouro | Medalha de prata | Medalha de bronze |     |
| ----- | ------------------ | --------------- | ---------------- | ----------------- | --- |
| 1     | USA Estados Unidos | 18              | 19               | 9                 | 46  |
| 2     | BRA Brasil         | 10              | 9                | 6                 | 25  |
| 3     | CAN Canadá         | 2               | 1                | 2                 | 5   |
| 4     | VEN Venezuela      | 1               | 1                | 6                 | 8   |
| 5     | CAY Ilhas Cayman   | 1               | 1                | 1                 | 3   |
| 6     | ARG Argentina      | 1               |                  | 3                 | 4   |
| 7     | CHI Chile          | 1               |                  | 1                 | 2   |
| 8     | CUB Cuba           |                 | 1                | 1                 | 2   |
| 9     | COL Colômbia       |                 | 1                |                   | 1   |
|       | JAM Jamaica        |                 | 1                |                   | 1   |
| 11    | MEX México         |                 |                  | 4                 | 4   |
| 12    | PAR Paraguai       |                 |                  | 1                 | 1   |
| TOTAL | TOTAL              | 34              | 34               | 34                | 102 |